# Idiocnemis
Idiocnemis is een geslacht van libellen (Odonata) uit de familie van de Breedscheenjuffers (Platycnemididae).

## Soorten
Idiocnemis omvat 19 soorten:
- Idiocnemis adelbertensis Gassmann, 1999
- Idiocnemis australis Gassmann, 1999
- Idiocnemis bidentata Selys, 1878
- Idiocnemis dagnyae Lieftinck, 1958
- Idiocnemis fissidens Lieftinck, 1958
- Idiocnemis huonensis Lieftinck, 1958
- Idiocnemis inaequidens Lieftinck, 1932
- Idiocnemis inornata Selys, 1878
- Idiocnemis kimminsi Lieftinck, 1958
- Idiocnemis leonardi Lieftinck, 1958
- Idiocnemis louisiadensis Lieftinck, 1958
- Idiocnemis mertoni Ris, 1913
- Idiocnemis nigriventris Lieftinck, 1937
- Idiocnemis obliterata Lieftinck, 1932
- Idiocnemis patriciae Gassmann & Richards, 2008
- Idiocnemis polhemi Gassmann, 2000
- Idiocnemis pruinescens Lieftinck, 1937
- Idiocnemis schorri Gassmann & Richards, 2016
- Idiocnemis strumidens Lieftinck, 1958
- Idiocnemis zebrina Lieftinck, 1958